# Amtsgericht Ueckermünde

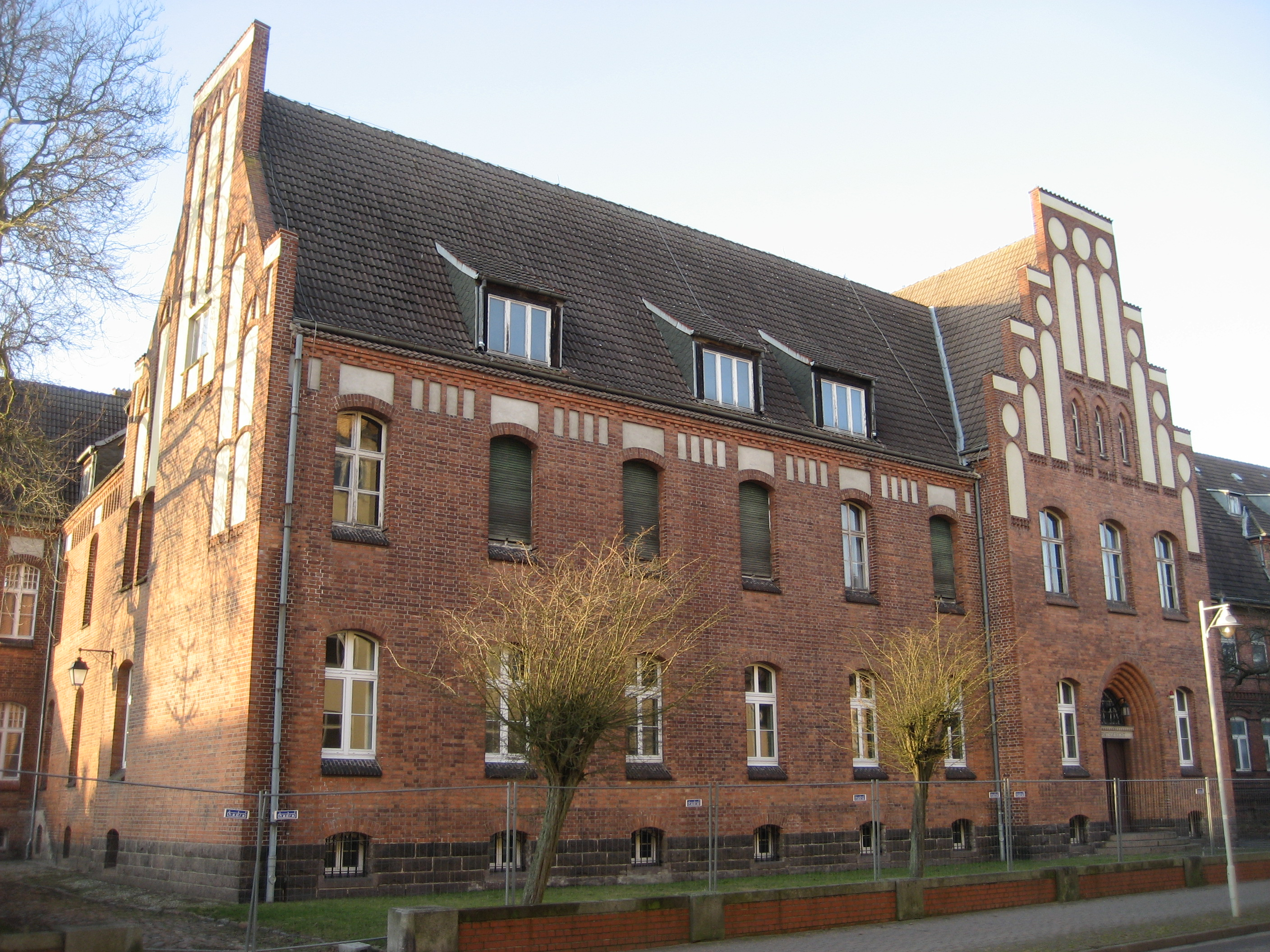
Gebäude des ehemaligen Amtsgerichts Ueckermünde (2016)

Das Amtsgericht Ueckermünde war ein Gericht der ordentlichen Gerichtsbarkeit des Landes Mecklenburg-Vorpommern, zuletzt im Bezirk des Landgerichtes Neubrandenburg (LG Neubrandenburg). Durch die Gerichtsstrukturreform wurde das Amtsgericht Ueckermünde am 1. Dezember 2014 aufgehoben.

## Gerichtssitz und -bezirk

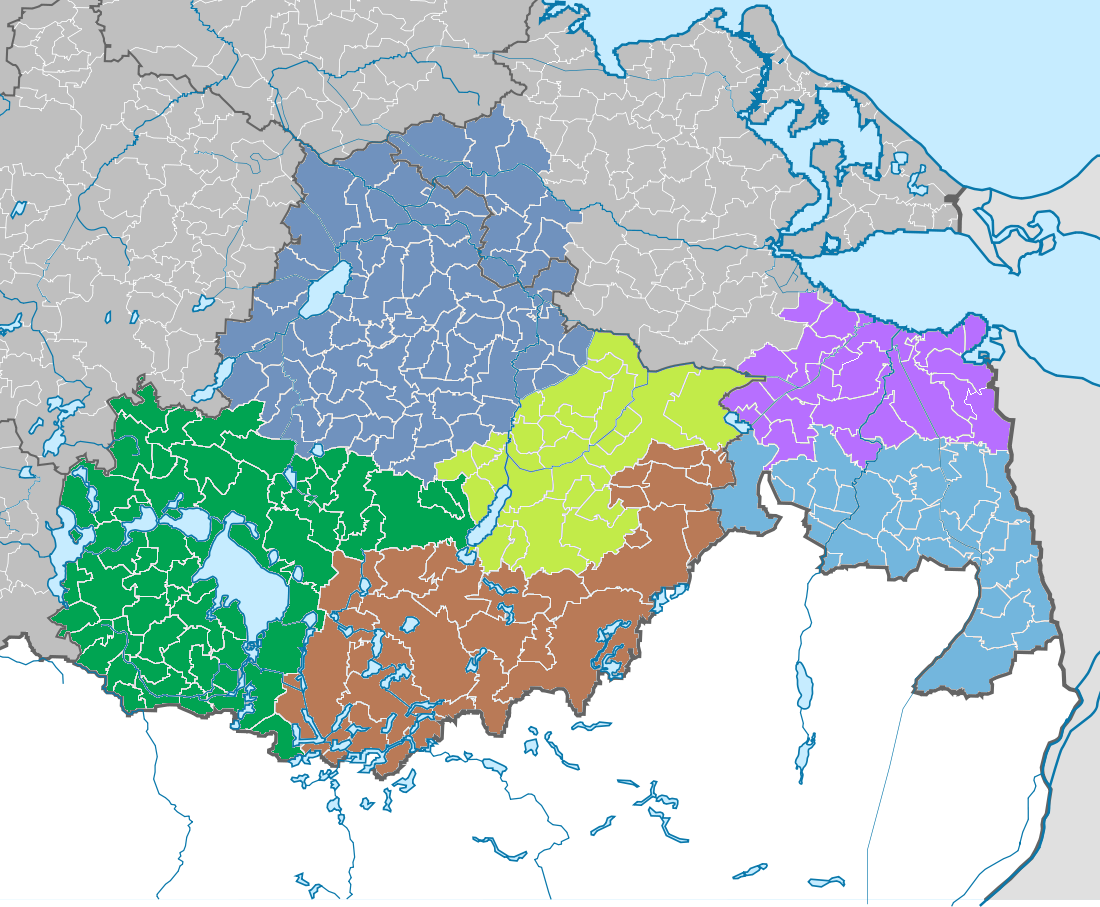
Gerichtsbezirke der dem LG Neubrandenburg nachgeordneten Amtsgerichte (AG) bis zum 5. Oktober 2014
AG Waren (Müritz)
AG Demmin
AG Neustrelitz
AG Neubrandenburg
AG Ueckermünde
AG Pasewalk

Das Gericht hatte seinen Sitz in der Stadt Ueckermünde.
Der Gerichtsbezirk umfasste das Gebiet der folgenden Städte und Gemeinden.
| - Ahlbeck, - Altwarp, - Altwigshagen, - Eggesin, - Ferdinandshof, | - Grambin, - Hammer an der Uecker, - Heinrichswalde, - Hintersee, - Leopoldshagen, | - Liepgarten, - Lübs, - Luckow, - Meierberg, - Mönkebude, | - Rothemühl, - Torgelow, - Ueckermünde, - Vogelsang-Warsin und - Wilhelmsburg |

Durch die Auflösung des Gerichtes wurden sämtliche Städte und Gemeinden in den Bezirk des Amtsgerichtes Pasewalk eingegliedert.
Mit Inkrafttreten der Gerichtsstrukturreform wurde das Amtsgericht Anklam in eine Zweigstelle im Bezirk des Amtsgerichtes Pasewalk umgewandelt. Diese ist in bestimmten Angelegenheiten auch für Städte und Gemeinden des früheren Amtsgerichtsbezirkes Ueckermünde zuständig.
So ist seit dem 6. Oktober 2014 unter anderem im Gebiet der Städte und Gemeinden
| - Altwigshagen, - Ferdinandshof, - Grambin, - Heinrichswalde, - Leopoldshagen, - Liepgarten, | - Lübs, - Meiersberg, - Mönkebude, - Ueckermünde und - Wilhelmsburg |

die Zweigstelle Anklam des Amtsgerichtes Pasewalk für Jugendstrafsachen, Unterbringungs- und Freiheitsentziehungssachen sowie in Angelegenheiten der Beratungshilfe und Betreuungssachen ausschließlich zuständig.
In Grundbuchsachen sowie Zwangsversteigerungs- und Zwangsverwaltungssachen ist die Zweigstelle Anklam für den gesamten Bezirk des Amtsgerichtes Pasewalk und somit seit dem 1. Dezember 2014 auch für sämtliche Städte und Gemeinden des früheren Amtsgerichtsbezirkes Ueckermünde zuständig.

## Gebäude
Das Gericht war unter der Adresse Gerichtsstraße 16 in Ueckermünde untergebracht. Das denkmalgeschützte Gebäude wurde in den Jahren 1908 und 1909 erbaut.

## Geschichte
In Ueckermünde bestand bis 1879 die Gerichtsdeputation Ueckermünde des Kreisgerichts Anclam. Das königlich preußische Amtsgericht Ueckermünde wurde mit Wirkung zum 1. Oktober 1879 als eines von 14 Amtsgerichten im Bezirk des Landgerichtes Stettin im Bezirk des Oberlandesgerichtes Stettin gebildet. Der Sitz des Gerichtes war Ueckermünde. Sein Gerichtsbezirk umfasste den Kreis Ueckermünde ohne die Teile, die den Amtsgerichten Neuwarp (Stadtbezirk Neuwarp, die Amtsbezirke Altwarp, Forstgut Mützelburg, Rieth, Wahrlang, Ziegenort und Forstgut Ziegenort sowie aus dem Amtsbezirk Haff der vorlängst der Landgrenze des Gerichtsbezirkes gelegene Teil) und Pasewalk (Stadtbezirk Pasewalk, die Amtsbezirke Belling, Coblentz, Ferdinandshof, Jatznick, Neuenkrug und Rothemühl sowie aus dem Amtsbezirk Torgelow die Gemeindebezirke Hammer a. d. Uecker und Liepe) zugeordnet waren. Am Gericht bestanden 1880 zwei Richterstellen. Das Amtsgericht war damit ein kleines Amtsgericht im Landgerichtsbezirk.
Im Jahre 1945 wurde der größte Teil Pommerns unter polnische Verwaltung gestellt. Damit endete die Geschichte der Stettiner Land- und Oberlandesgerichte. Das Amtsgericht Ueckermünde befand sich westlich der Oder-Neiße-Grenze und blieb daher erhalten, wurde aber nun dem Landgericht Greifswald und dem Oberlandesgericht Schwerin nachgeordnet. Im Jahre 1952 wurden in der DDR die Amtsgerichte abgeschafft und durch Kreisgerichte ersetzt. Für den Kreis Ueckermünde entstand das Kreisgericht Ueckermünde.
Nach dem Zusammenbruch der DDR wurden die Amtsgerichte wieder neu eingerichtet. Das Amtsgericht Ueckermünde wurde neu gebildet. Ihm war zunächst das Landgericht Stralsund übergeordnet. Im Jahre 1994 wechselte die Zuständigkeit zum Landgericht Neubrandenburg.

## Richter
- Hans Leopold (1914–1921)